# Vincas Mickevičius-Kapsukas
Vincas Mickevičius-Kapsukas, ros. Винцас Мицкявичюс-Капсукас (ur. 7 kwietnia 1880 koło Wyłkowyszek, zm. 17 lutego 1935 w Moskwie) – komunistyczny polityk i dziennikarz litewski, działacz Kominternu, jeden z założycieli Komunistycznej Partii Litwy, przewodniczący Komitetu Centralnego Litewsko-Białoruskiej Partii Komunistycznej Litewsko-Białoruskiej Socjalistycznej Republiki Rad.

## Życiorys
Był synem bogatego chłopa Simasa Mickevičiusa (1830–1915) z drugiego małżeństwa. W 1898 roku ukończył seminarium duchowne w Sejnach, później pracował w redakcji litewskiego pisma „Ūkininkas” w Tylży (1901–1902). W 1903 roku przystąpił do Litewskiej Partii Socjaldemokratycznej, rok później zakładał młodzieżowy ruch socjaldemokratyczny Dragaus, który w 1905 roku zjednoczył się z litewską lewicą. W tym samym roku organizował strajk robotników rolnych na Litwie. W marcu 1906 roku aresztowany przez carską policję. Od 1904 do 1906 redagował pisma „Draugas” i „Darbininkas”, następnie współpracował z gazetami „Naujoje Gadynė” i „Skardas”. Artykuły podpisywał pseudonimem Kapsukas, który z czasem przyjął jako swoje partyjne nazwisko.
W czasie I wojny światowej prowadził zagraniczne biuro litewskiej socjaldemokracji w Krakowie i Szkocji (1914–1916). Podczas pobytu w Krakowie zapoznał się bliżej z Włodzimierzem Leninem. W maju 1917 roku wstąpił do Rosyjskiej Socjaldemokratycznej Partii Robotniczej (bolszewików), stanął na czele litewskiej mutacji „Prawdy” („Tiesa”). 
Od grudnia 1917 roku pracował w Ludowym Komisariacie ds. Narodowości, gdzie objął kierownictwo nad departamentem litewskim. Aktywnie włączył się w przygotowywanie podwalin pod radziecką Litwę. Od 27 lutego do 4 lipca 1919 roku sprawował funkcję szefa Rady Komisarzy Ludowych Białorusko-Litewskiej Socjalistycznej Republiki Radzieckiej (Lit-Biełu). 
Po 1921 roku przebywał w Moskwie, działając w Kominternie. Po aneksji Litwy do ZSRR w 1940 i 1945 roku otoczony kultem: w 1955 roku jego imieniem nazwano  Uniwersytet Wileński, a miasto Mariampol do 1989 roku nosiło nazwę Kapsukas.